# Хотел Алгонквин
Хотел Алгонквин (енгл. Algonquin Hotel) амерички је историјски хотел који се налази на адреси Запад бр. 59, у 44. улици у средњем делу Менхетна у Њујорку. Хотел је проглашен историјском знаменитошћу Њујорка.
Хотел има 181 собу, отворен је 1902. године, а дизајнирао га је архитекта Голдвин Старет. Првобитно је замишљен као апартмански хотел, али је убрзо преуређен у традиционални смештај. Његов први власник-менаџер Франк Кејс купио је хотел 1927. и успоставио је многе хотелске традиције. Имао је углед домаћина за бројних књижевне и позоришне угледне личности, попут чланова Алгонквинског округлог стола (енгл. Algonquin Round Table).

## Историја
Хотел Алгонквин првобитно је замишљен као апартмански хотел, а власник је намеравао да изнајми собе и апартмане уз дугогодишњи закуп. Када је продато неколико закупа, власник је одлучио да га претвори у хотел који ће првобитно назвати „Пјуритан”. Франк Кејс, након што је открио да су племена Алгонкини били први становници тог подручја, наговорио је власника да га крсти именом „Алгонквин”.
Kejс је преузео закуп хотела 1907. године, a 1927. купио је имање на којем је била зграда за милион америчких долара. Kejс је остао власник и управник хотела до своје смрти у јуну 1946. У октобру те године, Алгонквин је купио Бен Бодне из Чарлстона у Јужној Каролини за нешто више од милион америчких долара. Бодне је предузео опсежне напоре за обнову и реновирање хотела. Бодне је 1987. хотел продао групи јапанских инвеститора, а након тога Алгонквин је неколико пута мењао власника, пре него што је 2002. године завршио у власништву Miller Global Properties-а. После двогодишњег реновирања које је коштало 3 милиона америчких долара, хотел је поново продат 2005. године компанији HEI Hospitality. HEI Hospitality га је повезао с Marriott International-ом, где је део бренда Marriott’s Autograph Collection.

## Алгонквински округли сто
У јуну 1919. хотел је постао место свакодневних састанака Алгонквинског круглог стола, групе новинара, аутора, публициста и глумаца који су се окупили да размене досетке (духовите опаске) током ручка у главној трпезарији. Група се састајала готово свакодневно током десет година. Неки од главних чланова „Зачараног круга” били су: Френклин П. Адамс, Роберт Бенчли, Хејвуд Брун, Марк Конели, Џејн Грант, Рут Хејл, Џорџ С. Кофман, Харпо Маркс, Нејса Макмaјн, Дороти Паркер, Харолд Рос, Роберт Е. Шервуд и Александер Вулкот.
На крају Првог светског рата, писци часописа Vanity Fair и сталне муштерије хотела Дороти Паркер, Роберт Бенчли и Роберт Е. Шервуд почели су да се састају на ручку у Алгонквину. То је постало свакодневни догађај и подстакао је свакодневну размену идеја и мишљења које су делиле високо цењене књижевне личности. Цорџ С. Кофман, Хејвуд Брун и Една Фербер такође су били део збора. Они су утицали су на писце попут Френсиса Скота Фицџералда и Ернеста Хемингвеја. Основали су часопис The New Yorker. Сви гости хотела до данас добијају бесплатне примерке часописа.
Франк Кејс, власник хотела, обезбедио је дневни ручак за талентовану групу младих писаца, а добили су и властити сто и конобара. Една Фербер, Френклин П. Адамс, Џорџ С. Кофман, Хејвуд Брун и Марк Конели на крају су се придружили Алгонквинском округлом столу.
Посетиоци често захтевају да вечерају за правим „округлим столом” за којим су се чланови Алгонквинског округлог стола састајали деценијама.

## Национални књижевни оријентир
Алгонквински округли сто, као и велики број других књижевних и позоришних великана који су одседали у хотелу, помогао је да хотел 1987. добије статус историјске знаменитости Њујорка. Пријатељи библиотека САД су 1996. године хотел прогласили националним књижевним оријентиром. Бронзана плоча организације причвршћена је на прочељу хотела.